# Under the Covers: Essential Red Hot Chili Peppers
Under the Covers: Essential Red Hot Chili Peppers è un album di cover dei Red Hot Chili Peppers uscito il 31 marzo 1998.

## Descrizione
L'album contiene cover dei loro principali ispiratori, brani che i Red Hot Chili Peppers hanno reinterpretato e riadattato (come Fire di Jimi Hendrix); molte di esse si trovano nelle tracce dei primi cinque album del gruppo.
Il CD viene pubblicato dall'etichetta discografica EMI, la stessa che pubblicò i primi successi del gruppo. Coincidenza vuole che proprio una delle prime hit, Higher Ground, fosse una cover di Stevie Wonder.

## Tracce
1. They're Red Hot
2. Fire
3. Subterranean Homesick Blues
4. Higher Ground
5. If You Want Me to Stay
6. Why Don't You Love Me
7. Tiny Dancer (live)
8. Castles Made of Sand (live)
9. Dr. Funkenstein (live)
10. Hollywood (Africa)
11. Search and Destroy
12. Higher Ground
13. Hollywood

## Formazione
- Anthony Kiedis - voce
- Flea - basso
- Hillel Slovak - chitarra
- Jack Sherman - chitarra
- John Frusciante - chitarra
- Jack Irons - batteria
- Cliff Martinez - batteria
- Chad Smith - batteria